# Sielsowiet Soszno
Sielsowiet Soszno (biał. Сошненскі сельсавет; ros. Сошненский сельсовет) – sielsowiet na Białorusi, w obwodzie brzeskim, w rejonie pińskim, z siedzibą w Sosznie.
Według spisu z 2009 sielsowiet Soszno zamieszkiwało 1137 osób, w tym 1082 Białorusinów (95,16%), 30 Ukraińców (2,64%), 22 Rosjan (1,93%), 1 Rumun (0,09%) i 2 osoby, które nie podały żadnej narodowości.

## Miejscowości
- agromiasteczko:
  - Soszno
- wsie:
  - Bokinicze
  - Dubnowicze
  - Jermaki
  - Starosiele